# Legedatabasen
Legedatabasen eller legedatabasen.dk er en onlinesamling af lege. Legedatabasen blev tilgængelig på nettet mandag den 12. februar 2001 på FDFs netsted. 

## Legens Dag
Hvert år inviterer FDFs kredse til Legens dag den første lørdag i september. Her kan børnene prøve de bedste lege fra legedatabasen. I 2012 blev Legens dag afholdt af 125 lokale FDF-kredse med tusinder af deltagende børn. Op til Legens dag 2012 og lanceringen af den nye legedatabase app præsenterede FDF en reklamefilm i samarbejde med realitystjernen Gustav.